# Ливчак, Иосиф Николаевич
Ио́сиф Никола́евич Ли́вчак (Осип Николаевич; 1839, с. Тисовы, Австрийская империя — 27 октября [9 ноября] 1914, Петроград) — русский изобретатель в области полиграфии, военного дела и транспорта. Публицист, общественный деятель галицко-русского направления; отец симбирского архитектора Фёдора Осиповича Ливчака.

## Биография
Жил в Вене (с 1863), издавал сатирический журнал «Страхопуд» (1863—1868), участвовал в издании журналов «Золотая грамота» (1864—1868) и «Славянская заря» (1867—1868). Пропагандировал панславистские идеи, призывая к освобождению славянских земель из-под власти Австро-Венгрии и объединению их вокруг России. Жестко полемизировал с И. Н. Вагилевичем по национальному и языковому вопросу. Отрицал самостоятельный характер украинского языка и культуры и не понимал различия между украинским и русским народами.
Был знаком с И. С. Аксаковым, Ф. М. Достоевским, сотрудничал в русских периодических изданиях. В 1867 вместе с Я. Ф. Головацким и другими принимал участие в славянской делегации на Всероссийскую этнографическую выставку, что в Австро-Венгрии было воспринято как знак притязаний России на славянские земли и демонстрацию австрийскими славянами готовности принять российское подданство.
Участник Славянского съезда в Москве и Санкт-Петербурге 1867 года
Из-за преследований австрийскими властями в 1870-х годов переехал в Россию. Преподавал математику в Виленском реальном училище. Изобрёл матрицевыбивательную наборную машину, которая с 1875 использовалась при наборе газеты «Виленский вестник»; та же идея строкоотливной машины легла в основу устройства линотипа. Станок Ливчака управлялся клавишами, которые приводили в действие 97 штампов, выбивавших литеры на матрице. Ливчак дал ему название «Стереограф». Кроме «Виленского вестника» на стереографе набирали популярный журнал «Клосы». В порядке усовершенствования стереографа Ливчак в 1881 г. предложил объединить в одной машине штампование матриц, их набор и отливку готовой печатной формы. Идею эту он запатентовал в разных странах.
В конце XIX века интересы изобретателя переключились на военное дело — им был изобретён «Универсальный прицельный станок», велись исследования по автоматическому стрелковому оружию. К этой теме Осип Ливчак вернулся в 1911–1912 годах, внедрив приспособления для точной и ускоренной пристрелки винтовок
Ряд изобретений связан с военным делом — прицельный станок (1886), прототип перископа (отмечен большой золотой медалью Парижской академии). В 1880 году на Закаспийской железной дороге Иосиф Ливчак разработал и применил технологию механизированной укладки железнодорожного пути. Изобрёл «Самодействующий прибор для проверки правильности и исправности железнодорожного пути», сконструировал указатель пути и скорости движения локомотива. Русское техническое общество наградило его за эту работу золотой медалью им. А. П. Бородина (1903). Менделеев называл Ливчака «русским Эдисоном».
Осип Ливчак скончался в 1914 году, так и не успев завершить работу над системой автоматического пожаротушения («машины для тушения пожаров»).

## Труды
- К вопросу о подъездных путях / И.Н. Ливчак. - Санкт-Петербург : тип. П.П. Сойкина, 1895. - 18 с., 1 л. ил.; 26[11].
- Новые предложения по стрелковой части, Вильно, 1886
- Наставление к универсальному прицельному станку Иосифа Николаевича Ливчака. - 3-е изд., испр. и значит. доп. - Вильна : тип. А.И. Заака, 1888. - [2], IV, 73 с., 1 л. черт.; 17.[7]
- Об усовершенствованном приборе И.Н. Ливчака для управления паровозом : Докл. И.Н. Ливчака и стеногр. беседы в 8 Отд. И[мп.] Р[ус.] Т[ехн.] о-ва 11 янв. 1901 г. под председательством А.Н. Горчакова. - Санкт-Петербург : тип. бр. Пантелеевых, [1900]. - 12 с. : ил.; 32.[12]
- Об усовершенствованном приборе для управления паровозом, СПб, 1901.
- Пишущий паровозный прибор для указания скорости поезда и местонахождения его в пути системы И.Н. Ливчака. - Санкт-Петербург : тип. "В.С. Балашев и К°", 1902. - 15 с., 6 л. черт.; 24[13].
- Новый прицельный станок И.Н. Ливчака для точной и ускоренной пристрелки винтовок : Описание и наставление с прил. табл. черт. и фототип. изображений станка. - Санкт-Петербург : тип. А.С. Суворина, 1911. - 40 с., 1 л. черт. : ил.; 20[9].
- Новейший, № 3, пристрелочный станок И. Н. Ливчака, и новый метод точной пристрелки винтовок с учётом атмосферного влияния на высоту их боя [Текст]. - Санкт-Петербург, 1912. - 16 с.; 23 см[8].